# Белкарт
Белкарт — внутренняя платёжная система Республики Беларусь на основе банковских платежных карточек. Система Белкарт является составной частью платёжной системы Республики Беларусь. На 1 января 2023 года в обращении находится свыше 5,3 млн карточек, в секунду совершается 23 транзакции, доля расчетов картами системы в безналичном обороте страны — 56,1%.

## О платежной системе
Платежная система Белкарт — это совокупность юридических лиц, в том числе банков, а также правил и процедур, обеспечивающих осуществление эмиссии, эквайринга, процессинга, использование банковских платёжных карточек Белкарт и проведение расчётов по операциям с использованием карточек Белкарт.
Цели и задачи:
- обеспечение реализации государственных программ, предусматривающих повышение доли безналичных расчётов посредством использования банковских платёжных карточек и сокращение наличного денежного оборота;
- обеспечение массового использования карточек Белкарт для проведения безналичных расчётов, получения наличных денежных средств, предоставления различных информационных и иных услуг на территории Республики Беларусь;
- организация расчётов между участниками платёжной системы Белкарт;
- взаимодействие с другими платёжными системами, построенными на основе банковских платёжных карточек и/или электронных денег.

## Торговая марка и дизайн

### Логотип
Традиционная композиция символизирует упрощённый цветок василька. В самой композиции показано как Белкарт становиться ближе и доступнее белорусам стирая рамки и границы
Через цветовую гамму бренд транслирует аудитории эмоциональные атрибуты – прозрачность, свежесть, простор.

Логотип Белкарт с 1994 по 2012 годы
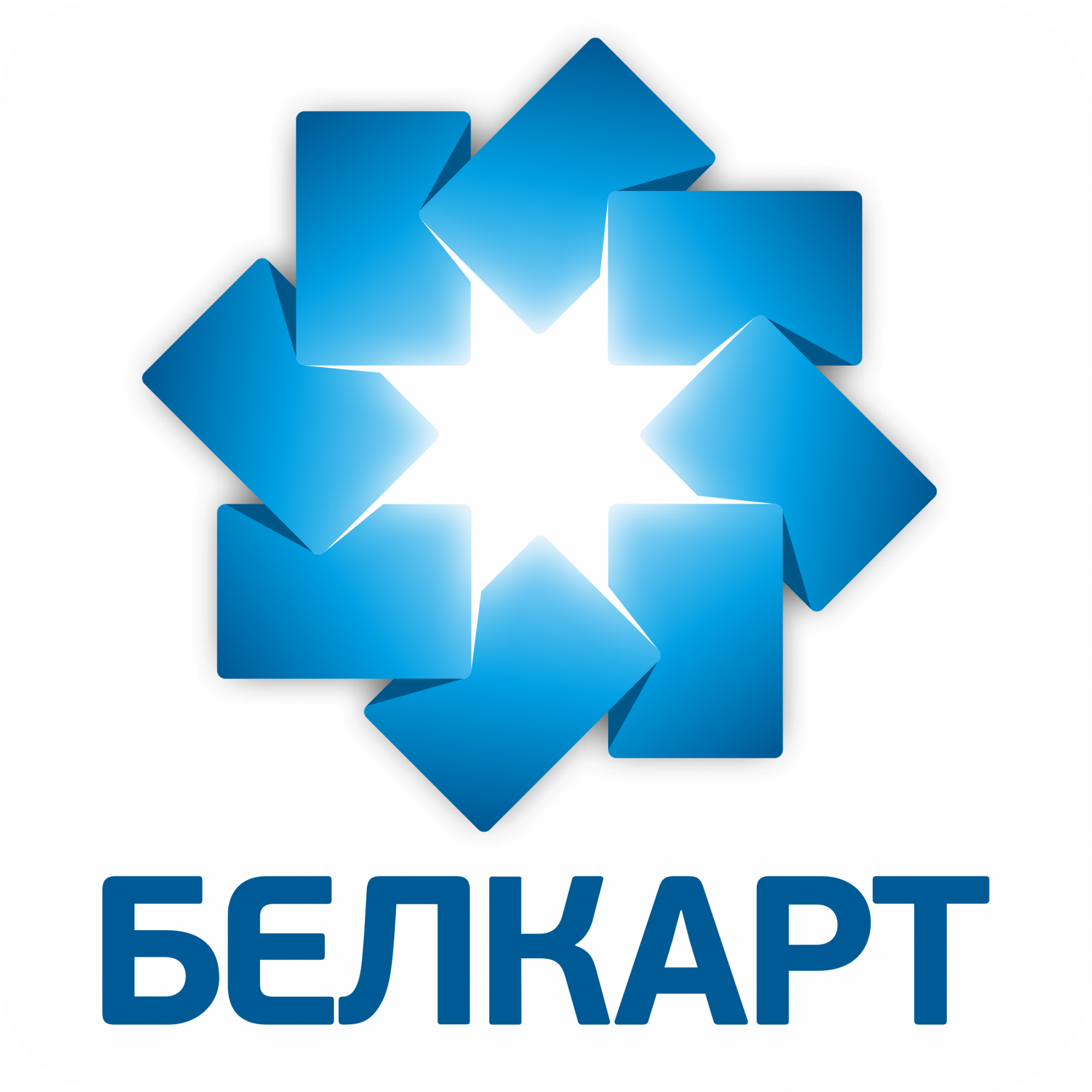
Логотип Белкарт с 15.01.2013 по 22.04.2023
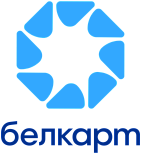
Логотип Белкарт с 23.04.2023

### Размеры
Размеры стандартной пластиковой карточки составляют 53,98 мм х 85,60 мм х 0,76 мм

## История

### 1994 год
- Март 1994 г. — принято решение о начале работ по созданию системы «БелКарт».
- 30 декабря 1994 г. — получено свидетельство о регистрации товарного знака «БелКарт».

### 1995 год
- 26 сентября 1995 г. — выполнена первая операция по карточке «БелКарт» с микропроцессором.

### 2001 год
- Апрель 2001 г. — начало межбанковских расчётов на основе многостороннего клиринга.

### 2002 год
- Январь 2002 г. — внедрена оплата услуг в устройствах самообслуживания.

### 2004 год
- 30 июня 2004 г. — учреждено ЗАО "Платежная система «БелКарт».

### 2007 год
- Февраль 2007 г. — внедрена услуга интернет-банкинга.
- 21 сентября 2007 г. ЗАО "Платежная система «БелКарт» присоединено к ОАО «Банковский процессинговый центр».

### 2008 год
- Август 2008 г. — начало массовой эмиссии карточек «БелКарт-М».

### 2009 год
- Октябрь 2009 г. — выпущена миллионная карточка «БелКарт-М».

### 2012 год
- Июль 2012 г. — на территории Республики Беларусь в обращении находится 4 630 000 карточек платёжной системы «БелКарт». Сеть обслуживания карточек «БелКарт» включает не менее 3107 банкоматов, 3126 инфокиосков и 7175 терминалов. Не менее 30921 организаций торговли и сервиса принимают карточки «БелКарт». Платежной системой покрыто более 90 % объектов эквайринговой инфраструктуры страны. На 01.07.2012 доля банков в объёме выпуска карт «БелКарт-М» выглядела следующим образом: Беларусбанк — 63,5 %; Белагропромбанк — 15,7 %; БПС-Сбербанк — 12,8 %; Другие банки — 8 %[4].
- Ноябрь 2012 г. — не менее чем в 34 тыс. организаций установлено свыше 52 тыс. платёжных терминалов для безналичных расчётов с использованием карточек «БелКарт», функционирует 4143 инфокиоска для безналичной оплаты услуг и 3528 банкоматов[5].
- 3 декабря 2012 г. — ЗАО «Трастбанк» выпущена первая в системе «БелКарт» неперсонализированная карта.[6]

### 2013 год
- 01 апреля 2013 г. — проведён рестайлинг платёжной системы БЕЛКАРТ. Изменению подверглось наименование платёжной системы (вместо «БелКарт» — БЕЛКАРТ), принят новый товарный знак (символическое изображение цветка василька, с синими лепестками-карточками). С 01.01.2014 новый логотип будет наноситься на все выпускаемые в обращение карточки платёжной системы.
- 16 августа 2013 г. — подписание договора о создании ЗАО «БЕЛКАРТ». Учредителями выступили ОАО «Банковский процессинговый центр», ОАО «АСБ Беларусбанк», ОАО «Белагропромбанк» и ОАО «Белинвестбанк».[7]
- 1 октября 2013 г. — Минским городским исполнительным комитетом зарегистрировано самостоятельное юридическое лицо ЗАО «Платежная система БЕЛКАРТ»

### 2014 год
- 5 февраля 2014 г. между ЗАО «Платежная система БЕЛКАРТ» и платёжной системой MasterCard International состоялось подписание соглашения о выпуске кобрендинговых карточек БЕЛКАРТ-Maestro.
- В марте 2014 г. была эмитирована первая кобрендинговая карточка БЕЛКАРТ-Maestro с чипом стандарта EMV. Продукт позволил внутренней платёжной системе выйти на международный уровень. Проект был реализован при совместной работе ЗАО «Платежная система БЕЛКАРТ», ОАО «Банковский процессинговый центр» и ОАО «АСБ Беларусбанк».
- 16 апреля 2014 г. ЗАО «Платежная система БЕЛКАРТ» стало членом Ассоциации белорусских банков.
- 30 октября 2014 г. ЗАО «Платежная система БЕЛКАРТ» и НП «Национальный платежный совет» (Россия) заключили некоммерческое соглашение о взаимодействии. В рамках данного соглашения ЗАО «Платежная система БЕЛКАРТ» и НП «НПС» намерены обмениваться информационным, аналитическим и иным опытом для развития единой инфраструктуры платёжных систем, а также в совместимости национальных платёжных инструментов.
- 18 ноября 2014 г. ЗАО «Платежная система БЕЛКАРТ» совместно с ОАО «Белинвестбанк» при поддержке ООО «ПрофМаркетСистем» запустили республиканскую коалиционную программу лояльности «Моцная картка». Рассчитываясь такой карточкой, её владелец получает скидки и бонусы в магазинах, медцентрах и на автозаправках на территории Республики Беларусь.[1]
- 8 декабря 2014 г. ЗАО «БТА Банк» начал выпуск карт премиального сегмента БЕЛКАРТ-ПРЕМИУМ.

### 2015 год
- С 2 февраля 2015 г. ОАО «Технобанк» подключился к программе лояльности БЕЛКАРТ «Моцная картка» и приступил к эмиссии карточек БЕЛКАРТ-Премиум «Моцная картка».
- С 9 марта 2015 г. ОАО «Паритетбанк» подключился к программе лояльности БЕЛКАРТ «Моцная картка» и приступил к эмиссии карточек БЕЛКАРТ-Премиум «Моцная картка».
- 12 июня 2015 г. ЗАО «Идея Банк» начал эмиссию карточек БЕЛКАРТ-ПРЕМИУМ-Maestro.
- 15 июня 2015 г. ОАО «Белагропромбанк» начал эмиссию сберегательных карточек БЕЛКАРТ.
- С 18 июня 2015 г. Франсабанк начал эмиссию: сберегательных карточек БЕЛКАРТ-ПРЕМИУМ «Тайничок» и зарплатных карточек БЕЛКАРТ-СТАНДАРТ.
- 30 июня 2015 г. ОАО «Белагропромбанк» начал эмиссию карточек БЕЛКАРТ-КОРПОРАТИВНАЯ.
- 30 июня 2015 г. Банк Москва-Минск присоединился к программе лояльности БЕЛКАРТ «Моцная картка», а также приступил к эмиссии зарплатных карточек БЕЛКАРТ-ПРЕМИУМ-Maestrо.
- 1 июля 2015 г. Белорусский народный банк начал эмитировать кобейджинговые карточки «БЕЛКАРТ-Maestro».
- 9 июля 2015 г. ЗАО «Трастбанк» присоединился к программе лояльности БЕЛКАРТ «Моцная картка» и приступил к эмиссии карточек БЕЛКАРТ-Премиум «Моцная картка».
- 1 сентября 2015 г. ОАО «Белгазпромбанк» начал выпуск карточек БЕЛКАРТ — СТАНДАРТ.
- 14 сентября 2015 г. ОАО «Белинвестбанк» начал эмиссию кобрендинговых студенческих карточек БЕЛКАРТ-Премиум.
- 26 октября 2015 г. ЗАО «Альфа-Банк» присоединился к программе лояльности БЕЛКАРТ «Моцная картка» и приступил к эмиссии карточек БЕЛКАРТ-Премиум «Моцная картка».
- 29 октября 2015 г. ОАО «БПС-Сбербанк» присоединился к программе лояльности БЕЛКАРТ «Моцная картка» и приступил к эмиссии карточек БЕЛКАРТ-Премиум «Моцная картка».

### 2016 год
- 19 января 2016 г. ЗАО «МТБанк» приступил к осуществлению деятельности по приёму к обслуживанию банковских платёжных карточек БЕЛКАРТ.
- 25 марта 2016 г. ОАО «Евроторгинвестбанк» стал ассоциированным участником платёжной системы БЕЛКАРТ.
- 20 апреля 2016 г. ОАО «Технобанк» начал эмиссию карточек ТАЛАКА Ладная.
- 12 мая 2016 г. ОАО «Евроторгинвестбанк» прошёл сертификацию на возможность осуществления эмиссии и эквайринга.
- 31 мая 2016 г. ОАО «ХКБанк» вышел из платёжной системы БЕЛКАРТ.
- 08 июня 2016 г. ЗАО «МТБанк» прошёл сертификацию для осуществления деятельности по выпуску в обращение банковских платежных карточек БЕЛКАРТ.
- 01 августа 2016 г. ОАО "Белгазпромбанк предоставил возможность осуществления переводов с карточки на карточку в банкоматах банка.
- 05 августа 2016 г. ОАО «Технобанк» начал эмиссию карточек БЕЛКАРТ-ПРЕМИУМ-Maestro в рамках программы лояльности «Моцная картка».
- 01 ноября 2016 г. ЗАО «Абсолютбанк[тарашк.]» прошёл ведомственную сертификацию в рамках платёжной системы БЕЛКАРТ.

### 2019 год
- 11 февраля 2019 г. Платёжная система БЕЛКАРТ анонсировала подписание договора о взаимодействии с платёжной системой «МИР». В рамках документа стороны обозначили осуществления выпуска карточек БЕЛКАРТ с чипом, используя технологии Национальной системы

### 2020 год
- C 1 января 2020 года все белорусские банки приостановили выпуск карточек БЕЛКАРТ и стали предлагать только совместные карточки БЕЛКАРТ-Maestro. Причиной стал запрет на выпуск новых карт только с магнитной полосой (без чипа). Карты с чипом обходятся примерно вдвое дороже, из-за чего банкам стало невыгодно работать с этой системой (карты «Белкарт» считаются социальными и обычно предлагаются по умолчанию пенсионерам, школьникам и сотрудникам государственных предприятий)[8].
- C 14 января 2020 г. начался выпуск карточек с чипом EMV.[9]

### 2022 год
- С 11 августа 2022 г. заработало мобильное приложение БЕЛКАРТ PAY для бесконтактных оплат с использованием смартфона (на базе ОС Android). На данный момент поддерживаются карточки Белкарт шести банков: Беларусбанк, Белагропромбанк, Банк Решение, Паритетбанк, БТА Банк и Цептер Банк.[10]

## Банки-участники
Участниками системы Белкарт являются:
- ОАО «АСБ Беларусбанк»
- ОАО «Белагропромбанк»
- ОАО «Банк БелВЭБ»
- ОАО «Белгазпромбанк»
- ОАО «Белинвестбанк»
- ОАО «БНБ-Банк»
- ОАО «Сбер Банк»
- ЗАО «БСБ Банк»
- ЗАО «МТБанк»
- ОАО «Паритетбанк»
- ОАО «Приорбанк»
- ЗАО "Банк «Решение»
- ОАО «Банк Дабрабыт»
- ЗАО «Цептер Банк»
- ЗАО "Нео Банк Азия"
- ЗАО «РРБ-Банк»
- ОАО «Технобанк»
- ЗАО «Альфа-Банк»
- ОАО «СтатусБанк»
- ЗАО «Банк ВТБ (Беларусь)»